# Alice Cassaghi
Pas d'image ? Cliquez ici

a Compétitions nationales et continentales officielles uniquement.

b Matchs officiels uniquement.
Alice Cassaghi, née le 21 novembre 2000 à Milan (Italie), est une joueuse internationale italienne de rugby à XV qui évolue au poste de pilier. Elle joue au CUS Milano.

## Biographie
Née le 21 novembre 2000 à Milan en Italie, elle grandit à Izano. Elle débute le rugby à XV à l'âge de dix ans au Crema Rugby, où elle joue avec les garçons. Arrivée en catégorie des moins de 14 ans, le club n'ayant pas de section féminine, elle est contrainte de s'entrainer à Milan, où une école de rugby informelle se crée sous l'égide du CUS Milano. Les adolescentes viennent de toute la région pour s'entrainer. Alice doit se faire accompagner sur un trajet de plus d'une heure en voiture.
En 2018, le club du CUS Milan lui propose d'intégrer l'équipe première, et Alice devient licenciée au club. Elle est notamment éducatrice au sein de la section baby rugby (2 à 5 ans).
Elle reçoit sa première convocation en équipe d'Italie lors du premier rassemblement de l'ère Raineri, le successeur d'Andrea Di Giandomenico au poste de sélectionneur. Elle connaît sa première sélection lors du Tournoi des Six Nations 2023, face à l'Écosse (défaite 29-21).
Avec Giulia Cavina, elle est l'une des deux internationales milanaises convoquées pour le Tournoi des Six Nations 2024.
Parallèlement au rugby, elle est étudiante en sciences de l'éducation.